# 弓塚いろはは手順が大事!
『弓塚いろはは手順が大事！』（ゆみづかいろははてじゅんがだいじ！）は、由伊大輔による日本の漫画作品。『少年ジャンプ+』（集英社）にて、2017年6月13日から2018年9月18日まで毎週火曜に配信された。由伊大輔の4つ目の連載作品で、2016年12月29日に掲載された読み切り『弓塚さんは今日も的外れ』（ゆみづかさんはきょうもまとはずれ）が好評を得たため、本作が連載されることになった。話数は「的ノ○○」で数える。

## あらすじ
天ヶ原高校1年生の弓塚いろはは全国大会で優勝するほどの弓道の腕前を持つが、何事も「手順」が狂ってしまうと焦ってパニック状態になってしまう。それをクラスメイトの弦岡守に知られてしまうが、実は守はいろはに憧れていたため彼女の弱点が他人に知られないように協力することを決意する。

## 登場人物
弦岡守（つるおかまもる）
本作の主人公。天ヶ原高校（天高）1年生。温厚な性格の平凡な男子でいろはのことが好き。彼女の弱点を知り、自分以外の人にそれが知られないように彼女に協力することを決意する。また、「的ノ七　弓塚いろはの帰り道」では自分が無意識にいろはを追いかけてしまったため彼女と同様にテンパってしまったところから、似た者同士かもしれないと感じる。自己紹介ではいろはとは初対面だと思っているが、実は3年前に一度いろはを助けている（単行本1巻「特別編 弓塚イロハの『はじめて』」）。「的ノ五　弓塚いろはのライバル」では同学年の矢神英梨以の「知ったか」の秘密も知るが、いろはのときと同様にこれも自分以外の人に知られないように協力することを決意。英梨以が実は自分のことが好きということは知らない。1歳年下の妹がいる。
弓塚いろは（ゆみづかいろは）
本作のヒロイン。天高1年生。守と同じクラス。通称：天高の弓姫。弓道の宗家（弓塚道場）の娘。4歳のころから弓道を始め、その腕前は全国大会で優勝するほど。成績優秀なうえ、性格が良く、見た目も良いため、非の打ち所がないと言っても過言ではない。そのため男子だけでなく女子からの人気も厚い。しかし実は、弓道の射法を「手順」通りに何万回もこなしてきたため、何事も「手順」が崩れると心が乱れテンパってしまう、という弱点がある。これを守に知られてしまうが、彼の優しい性格に救われる。バスの乗り方や両替の仕方を知らなかったり、ファーストフードを食べたことがなかったりなど、「お嬢様」的な一面がある。小さい女の子向け番組「ユリピュア」が大好きで電話の着メロにするほど。また恋愛観が小学生で成長が止まっていると言われるが、英梨以と守が仲良くしていることにヤキモチをするなど、徐々に守を異性として意識するようになる。
矢神英梨以（やがみえりい）
天高1年生。通称：1組の女王（クイーン）。愛称は「エリー様」。1年の中では弓塚いろはと並ぶ超人気美少女。「帰国子女でハーフでお嬢様」という肩書があるが全部嘘、ということは誰も知らない。実際は鳥取県羽合（はわい）市の出身で、一般的に「お嬢様」と呼ばれる類の家の娘ではない。「的ノ五 弓塚いろはのライバル」のオリンピックの話題では、8月のオリンピックを現地まで見に行ったということにしたが「8月の日差しが暑くて大変だったかなー」という発言に対し、守が「前回のオリンピックは南半球だから…8月は冬だ！」ということに気が付き、自分の知ったかを彼に知られてしまった。しかし、守はいろはの秘密を知っているため、英梨以の秘密も理解し、いろはと同様に誰にも知られないようにすることを決意する。これにより守のことが好きになる。
的場両子（まとばりょうこ）
天高1年生。弓塚いろは非公式ファン倶楽部“弓姫会”の会長。いろはへの想いが強すぎるあまり、いつもいろはの側に居る守を警戒している。また校則に厳しく、生徒からは「風紀委員」と呼ばれる。最初のうちはいろはを神様視していたが、その後守の言葉によって、いろはを対等に近い存在・学友と見るようになった。しかし、まだいろはを自分より格上の存在だと考えている。
中山（なかやま）
守と同じクラス。弓姫会の会員。いろはに憧れるもそれはアイドル的なものを求めていたことから、いろはと仲良くしている守のことを陰ながら応援している。
弦岡凪（つるおかなぎ）
天ヶ原南中学校3年生。守の妹。勘が鋭く、兄の守といろはの関係をすぐに見抜いてしまう。物事は自分が面白いと思う方向へ進めたいタイプで、後ろに守がいると知らないいろはに「カッコイイところがある」と言わせたり、風邪を引いた守の看病にいろはを家に呼ぶなどしている。面白そうなので天ヶ原高校を志望する。
アルベルト＝フランベルク
天高2年生。2年の2学期に転校してきた。ドイツ人。美形なため女子からは人気だが、男子からはあまり好かれてはいない。いろはを「イロハ」と呼ぶ。いろはの「美しい弓道」に魅せられ弓道部に入部。いろはを「理想の“ヤマトナデシコ”」と評価する。またいろはと同様にユリピュアが好きで彼女と意気投合する。大のアニメ好きで動画をネットにアップロードしたところ「ヤバいオタク外国人」と呼ばれる。

## 作中用語
天ヶ原高校
主人公たちの通う高等学校。略称は天高（あまこう）。
弓塚道場
弓道の道場。弓塚いろはの父親が開いている。いろはもここで弓道に励んでいる。
弓姫会
弓塚いろはの非公式ファン倶楽部。会長は的場両子が務める。かなりの人数が加入している。
ユリピュア
いろはの好きなアニメ番組。

## 読み切り
『弓塚さんは今日も的外れ』
2016年12月29日に『少年ジャンプ＋』に掲載された前編と後編の読み切り作品。この作品では弓塚いろはは『手順が大事』よりも大人っぽく描かれている。

## 書誌情報
- 由伊大輔『弓塚いろはは手順が大事！』集英社〈ジャンプ・コミックス+〉、全4巻
  1. 2017年11月2日発売、ISBN 978-4-08-881265-6
  2. 2018年3月2日発売、ISBN 978-4-08-881375-2
  3. 2018年7月4日発売、ISBN 978-4-08-881528-2
  4. 2018年10月4日発売、ISBN 978-4-08-881602-9